# Chris Metzen
Chris Metzen (né en 1974) est un concepteur de jeux vidéo, un illustrateur et un auteur américain connu pour son travail dans la conception des univers fictifs et des intrigues des trois principales franchises de la société Blizzard Entertainment : Warcraft, Diablo et StarCraft. Il se consacre à une adaptation de World of Warcraft pour le cinéma. Metzen a occasionnellement publié des illustrations sous le pseudonyme « Thundergod ». Metzen a été engagé par Blizzard Entertainment en tant qu’animateur et illustrateur ; Justice League Task Force est le premier jeu de la compagnie sur lequel il a travaillé.
Metzen est jusqu'en 2016 vice-président du développement créatif chez Blizzard. Il est ainsi lié aux projets de la compagnie en contribuant au character design et en prêtant sa voix à plusieurs personnages. En dehors de ses activités chez Blizzard, Chris Metzen est l’auteur d’un roman graphique relatant une seconde guerre de Sécession dans un univers d’anticipation.

## Biographie
De son vrai nom Christopher Vincent Metzen, né en Californie de père américain et de mère britannique, il apprend la guitare dès son plus jeune âge avec son cousin Marty Schwartz, mais il arrêta pour commencer le concept et scriptage de jeux vidéo.

## Carrière
Après s’être orienté, dans un premier temps, vers une carrière de footballeur, Chris Metzen décide finalement de travailler dans les arts et l’animation. Sur la recommandation d’un ami, il postule chez Blizzard Entertainment, alors connu sous le nom de Silicon & Synapse. Il est rapidement recruté bien qu’à l’époque, il ne sait pas vraiment ce que fait le studio et croit avoir affaire à un studio de graphisme et non à un développeur de jeux vidéo.
Il commence par travailler sur le jeu Justice League Task Force pour lequel il réalise des artworks et l’animation de certains personnages. À la même époque, il contribue au développement de  Warcraft: Orcs and Humans en créant notamment des artworks, des illustrations et le manuel du jeu. C’est néanmoins lors du développement de Warcraft II: Tides of Darkness que Metzen s’impose comme un des éléments clé du studio. Après avoir présenté une ébauche de synopsis pour ce dernier, la direction du studio lui confie en effet le rôle de designer du projet,. Metzen a ainsi l’opportunité de développer plus en détail l’univers de fiction de Warcraft et de concevoir le scénario et les différentes missions de la campagne du jeu.
En 1996, Blizzard Entertainment lance la franchise  Diablo. Bien que celui-ci soit développé par Blizzard North, Metzen contribue à créer l’univers de fiction du jeu en coopération avec Bill Roper. Il participe également à la bande son du jeu en doublant un certain nombre de personnages. Blizzard lui confie ensuite le rôle de lead designer sur le jeu de stratégie en temps réel StarCraft. Avec James Phinney, Metzen écrit le scénario et le script du jeu et en organise le doublage. En 1999, Metzen écrit, en collaboration avec Sam Moore, un court récit prenant place dans l’univers de StarCraft. Baptisé Revelations, celui-ci est publié dans Amazing Stories. Il contribue ensuite à écrire le scénario et à concevoir les artworks de Diablo II qui est publié en 2000. En 2001, il publie une nouvelle basée sur l’univers de Warcraft et intitulé Of Blood and Honor.
Pour le développement de Warcraft III: Reign of Chaos, Blizzard lui confie le rôle de directeur créatif, rôle qu’il conservera pour les titres suivants développés par le studio. Il contribue ensuite au développement du MMORPG World of Warcraft en participant notamment à l’écriture du script, à la conception des artworks et au doublage.
En 2005, il annonce être en train de travailler sur une série de romans graphiques indépendamment de son travail pour Blizzard Entertainment. Baptisée Soldier: 76, celle-ci se déroule aux États-Unis en 2010 pendant une guerre civile fictive. Pour cette série, Metzen a travaillé en collaboration avec l’artiste brésilien Max Velati qui réalise les illustrations du roman. Cette nouvelle pourrait être la base de ce qui donnera, 10 ans plus tard, le jeu Overwatch, dont Soldier: 76 est un des héros. Par ailleurs, sa voix sert de base aux bruits robotiques du robot Bastion dans Overwatch.
Le 13 septembre 2016, lors d'un bref communiqué sur les forums officiels US de World of Warcraft, Metzen annonce finalement qu'il arrête sa carrière pour prendre sa retraite, et s'occuper principalement de sa famille.
Il revient chez Blizzard Entertainment en 2023 en tant que directeur créatif de l'univers Warcraft.